# 安博伊 (印第安納州)
安博伊（英語：Amboy）是一個位於美國印第安納州邁阿密縣的城鎮。

## 人口
根據2010年美國人口普查的數據，安博伊的面積為0.86平方千米，當中陸地面積為0.86平方千米，而水域面積為0.00平方千米。當地共有人口384人，而人口密度為每平方千米447人。